# Bud Houser
Lemuel Clarence »Bud« Houser, ameriški atlet, * 25. september 1901, Winigan, Misuri, ZDA, † 1. oktober 1994, Gardena, Kalifornija, ZDA.
Houser je nastopil na poletnih olimpijskih igrah v letih 1924 v Parizu in 1932 v Amsterdamu. Leta 1928 je postal dvakratni olimpijski prvak v suvanju krogle in metu diska, leta 1928 pa je ubranil naslov olimpijskega prvaka v metu diska. 2. aprila 1926 je postavil svetovni rekord v metu diska z daljavo 48,20 m. Rekord je veljal do leta 1929, ko ga je izboljšal Eric Krenz.